# Gouvernance
 (décembre 2016).
La gouvernance est, de façon générale, un concept représentant la manière dont un domaine d'activités est gouverné. La gouvernance renvoie à un système d'entités décisionnelles qui dirige un certain domaine d'activités, autrement dit à un « système de gouvernance », impliquant notamment une structure de gouvernance et un dynamisme de système (processus de gouvernance, activités de gestion, etc).
Après avoir désigné au XVe siècle la charge domestique de la gouvernante puis être tombé en désuétude en France, le terme réapparait dans les années 1970 dans le contexte de l'entreprise privée, à travers l'expression de corporate governance. Il est ensuite importé dans le domaine public et politique par la Banque Mondiale à partir de 1986 au détriment de critères démocratiques (pluralisme, libertés civiles...) portés par d'autres bailleurs de fonds bilatéraux.
Par la suite, le concept se diffuse et, parmi les types de gouvernance, on retrouve la gouvernance publique et la gouvernance privée, avec plusieurs approches et indicateurs selon les institutions internationales (Banque Mondiale, ONU, Union Européenne...) et une profusion de déclinaisons pour chaque secteur (gouvernance des entreprises, des associations, des organismes collectifs, de la famille, d'internet, des systèmes d'informations...)
Le concept est parfois critiqué, par exemple quand il importe les théories de l'organisation privée dans la chose publique (« Nouvelle gestion publique »), ou qu'il justifie un désengagement de l'état, ou quand sa définition floue permet un emploi consensuel par des organisations l'utilisant pour confisquer la politique au profit de la seule gestion ; c'est-à-dire pour confisquer la "démocratie" et l'intérêt général au profit d'une supposée "bonne gouvernance" éventuellement technocratique et/ou administrative, d'intérêts particuliers.

## Étymologie
Ce terme, dérivé de gouverner, est issu du latin gubernare, qui est emprunté au grec kubernâo, racine qu'on retrouve dans le terme cybernétique.
Au milieu du XVe siècle, le terme de gouvernance désigne la charge domestique de la gouvernante alors qu'à partir de 1478 il désigne aussi les provinces de l'Artois et de la Flandre, alors que celles-ci ont un statut administratif particulier. Le gouverneur est à la tête de la gouvernance. Il est passé dans la langue anglaise au XIVe siècle (governance).
Le terme est tombé en désuétude en France, en partie parce qu'il était associé à l'Ancien Régime. Il est resté dans la langue anglaise, où il est apparu dans un contexte très différent à partir des années 1970 : celui de l'entreprise, à travers l'expression de corporate governance (Gouvernance d'entreprise). C'est donc à partir du secteur privé qu'a resurgi cette notion, qui désignait alors un mode de gestion des firmes fondé sur une articulation entre le pouvoir des actionnaires et celui de la direction. Il s'agit alors de poser la question du type d'acteurs impliqués dans la prise de décision au sein de l'entreprise et de leur mode d'interaction.
Dès 1975, le « Rapport de la Commission Trilatérale » (mai 1975 : « Governability of Democracies ») y incorpore le terme gouvernance qui se substituera peu à peu à celui de « Governability ».

## Généralité
La gouvernance est, de façon générale, un concept représentant la manière dont un domaine d'activités est gouverné. La gouvernance ne renvoie pas nécessairement à une entité unique et décisionnelle, mais plutôt à un système d'entités décisionnelles qui dirige un certain domaine d'activités. La gouvernance est ainsi un concept reposant sur l'approche systémique puisqu'elle se décline irrémédiablement en un « système de gouvernance », impliquant ainsi une structure de gouvernance et un dynamisme de système (processus de gouvernance, activités de gestion, etc.).
Selon Max Weber, dans un État ou une collectivité moderne, la bonne gouvernance administrative repose sur la rationalité, la rationalisation, l'inférence logique tirée des faits, les preuves par la science et la pensée scientifique.
Elle est aussi fondée sur l'impersonnalité : selon Weber, la bureaucratie doit être impersonnelle et fondée sur des lois et des règles ordonnées, sur des processus et des procédures qui la protège de l'autocratie, de l'autoritarisme et du culte de la personnalité, et jamais sur un favoritisme personnel.
Weber oppose la gouvernance par l'autorité rationnelle-légale à l'autorité traditionnelle et charismatique, pré-moderne.
Selon Owen Hugues (2023), si la rationalité a des limites, elle empêche néanmoins l'élaboration de politiques sans faits ni logique, le gouvernement par le mensonge et l'obscurantisme, le retour de l'administration personnelle et même l'autoritarisme.

### Les grands types de gouvernance
On distingue deux principaux types de gouvernance :
- la gouvernance privée pour le secteur privé :
  - la gouvernance d'entreprise ;
  - la gouvernance d'associations ;
  - etc.
- la gouvernance publique pour le secteur public :
  - dans la pensée politique, on retrouve les notions de gouvernance mondiale ou globale, de gouvernance territoriale ou locale en fonction des échelles de gouvernance abordées.

La gouvernance concerne notamment :
- la gestion publique ou collective ou collaborative des biens communs[6] ;
- le gouvernement d'institutions publiques telles que l'Organisation des Nations unies, l'Union européenne, les États, les collectivités locales, l'Organisation de coopération et de développement économiques, etc. pour la moralisation des échanges, le respect des droits des citoyens, de l'environnement et des ressources naturelles ;
- la gestion des sociétés par actions, quand les actionnaires ne doivent pas être de simples apporteurs de capitaux ;
- la gestion des organismes sociaux pour le respect des cotisants et bénéficiaires ;
- les organisations associatives (ONG, communautés) pour le respect des membres ;
- la distribution de produits et placements financiers, gouvernance produits édictées par l'Autorité des marchés financiers.

## Évolution du concept
Au-delà de la connotation idéologique que l'on peut lui attribuer (désengagement de l'État-providence, glissement du gouvernement vers la gouvernance, et de l'intérêt général vers celui des particuliers) ou des écueils et autres dégradations des conditions de vie qui peuvent lui faire obstacle (pollutions, surpêche, déforestation, dérèglement climatique, pandémisation des épidémies), ou encore de la prolifération des catégories conceptuelles susceptibles de la galvauder (gouvernance fonctionnelle, politique, publique, privée, locale, urbaine, territoriale, européenne, onusienne, gouvernance de l'entreprise, de la famille, gouvernance stratégique, universitaire, gouvernance des technologies de l'information, d'internet…), la gouvernance conserve indéniablement un noyau dur irréductible. En ce sens qu'elle peut être reconnaissable parmi nombre de concepts plus ou moins proches (gouvernement, gestion, transparence, performance, partenariat, démocratisation, participation…), de par certaines de ses caractéristiques intrinsèques génératrices d'une dynamique sociale multidimensionnelle indéniable : accès à l'information, lutte contre la corruption, ouverture et responsabilisation, gestion efficace des ressources, culture professionnelle, reconnaissance des générations futures, protection de l'environnement et développement durable.[réf. nécessaire][à recycler]

### L'application du concept au domaine public
La pensée politique et administrative emprunte ensuite au management d'entreprise la notion de gouvernance en deux étapes.
La première étape correspond à la révolution libérale des années 1980, entraînant une nouvelle façon de penser le politique. Avec la remise en cause du rôle de l'État notamment dans les pays anglo-saxons, émerge une conception fonctionnelle de la gouvernance liée à la logique dite du New Public Management (management public). Cette logique repose sur une vision minimaliste de l'État selon laquelle celui-ci-doit revenir à son « cœur de métier » en décentralisant sur d'autres acteurs les fonctions considérées comme non stratégiques, comme le font d'ailleurs à la même époque les grands groupes industriels confrontés à la mondialisation.
La deuxième étape est celle des années 1990, où émerge une réflexion plus profonde sur le rôle de l'État régulateur, en réaction à la vision, jugée techniciste, du New Public Management. Des auteurs comme Guy B.Peters, Donald j.Savoie ou Pierre Calame insistent alors sur le fait que la crise de l'État ne connaît pas seulement une crise interne touchant à ses fonctions et à sa structure. Cette crise concerne davantage la capacité de l'État à asseoir sa légitimité ainsi qu'à formuler des politiques publiques en phase avec les besoins socio-économiques.
D'autres travaux évoquent moins la notion de crise de l'État que celle de sa transformation. Des auteurs comme Bob Jessop ou encore Neil Brenner réfèrent les modifications de la puissance publique actuellement à une série d'évolutions macro-sociologiques et macro-économiques qui ont affecté la centralité de l'État et de ses institutions dans le pilotage et la régulation politiques. Les travaux de Patrick Le Galès ou encore de Bernard Jouve en se centrant sur les collectivités locales (villes, métropoles, région) ont permis de mesurer de la portée et les limites de tels changements qui affectent l'ordre politique actuel. La gouvernance est ici un mode de gouvernement qui intègre les associations et les « parties prenantes » dans une logique démocratie participative. Savoir si la gouvernance penche du côté de la mainmise des entreprises et des intérêts particuliers ou du côté d'une ouverture et d'un mode de décision moins hiérarchique est l'objet d'âpres débats entre spécialistes.

### La «bonne gouvernance»
La notion de gouvernance peut être parfois controversée, car définie et entendue de manière diverse et parfois contradictoire. Parmi la multiplicité des usages du mot, la gouvernance peut parfois recouvrir des thèmes proches du « bien gouverner ». Il s'agit alors de mettre en place un système de gouvernance mieux adapté pour les buts recherchés. Par exemple, cela peut désigner avant tout un mouvement de « décentrement » de la réflexion, de la prise de décision et de l'évaluation, avec une multiplication des lieux et acteurs impliqués dans la décision ou la construction d'un projet.
Également, un changement de gouvernance peut désigner la mise en place de nouveaux modes de pilotage ou de régulation, fondés sur un partenariat entre différents acteurs à différentes échelles,.
Dans les sociétés occidentales régies par la démocratie libérale, la gouvernance renvoie aux interactions entre l'État, le corps politique et la société, et donc aussi aux systèmes de lobbyisme et de coalitions d'acteurs publics et privés. La bonne gouvernance vise à rendre l'action publique plus efficace, proche du bien public et de l'intérêt général, et donc plus légitime. Elle est supposée rendre les sociétés plus facilement ou harmonieusement gouvernables. Elle suppose donc aussi un système qui ne surexploite pas ses ressources et qui soit capable de résilience (notion de développement durable). C'est une notion qui a été abondamment utilisée par les théoriciens de l'action publique, les politologues et les sociologues depuis le Sommet de la Terre qui en 1992 a mis en exergue le besoin urgent d'un développement plus soutenable…).
C'est donc aussi une théorie de la régulation sociale, qui pour fonctionner doit être déclinée à toutes les échelles de gouvernement. Ainsi on parle de gouvernance locale, de gouvernance urbaine, de gouvernance territoriale, de gouvernance européenne, et de gouvernance mondiale : il n'y a donc pas un modèle unique de gouvernance mais bien des systèmes de gouvernance.
La manière dont fonctionnent les institutions a une incidence sur la résilience de l'environnement. Dans le passé, beaucoup de communautés et sociétés ont pu affronter, durant plusieurs siècles, d'importants changements de leur environnement. Les changements importants et brutaux sont plus difficiles à supporter.
Certains chercheurs estiment que les conditions environnementales idéales d'une bonne gouvernance sont et seront de plus en plus rares à cause de problèmes nouveaux et critiques, tels que les pollutions globales ou transfrontières, la surpêche, la déforestation tropicale à grande échelle, et le dérèglement climatique qui concernent de très grandes échelles, et qui peuvent se développer rapidement et sous l'influence de facteurs pour lesquels l'échelon local n'a pas de prise à lui seul. Quelques stratégies de gouvernance semblent néanmoins permettre de mieux affronter ces questions ; ce sont notamment l'information, le dialogue et une construction plus collaborative de solutions, entre les parties concernées, ainsi qu'avec les fonctionnaires, scientifiques et acteurs économiques, via des systèmes apprenants, encourageant l'expérimentation et le changement.
La science administrative anglo-saxonne l'assimile à la nouvelle gestion publique (New Public Management), doctrine de gouvernement qui préconise le recours aux agences (c'est aussi le cas dans les pays scandinaves comme la Suède) ou à des autorités administratives indépendantes (AAI)[réf. nécessaire].

Certains détracteurs de la « bonne gouvernance » y voient une idéologie du désengagement de l'État-providence voire une théorie de la décomposition de l'État, à l'œuvre depuis le tournant néolibéral des années 1980. Par exemple, Jean-Christophe Mathias dénonce l'abandon du terme « gouvernement » au profit de celui de « gouvernance » en expliquant qu'il s'agit là d'une rupture du pouvoir décisionnaire de l'État garant de la souveraineté populaire, remplacé par une démocratie participative n'ayant - selon lui - aucun attribut réellement politique. Pour ce chercheur indépendant, 

« le glissement du gouvernement à la gouvernance démontre que l'on est passé d'une civilisation de la souveraineté populaire incarnée dans la loi républicaine, garante de l'intérêt général, à une société pragmatiste, particulariste et utilitariste, garante d'intérêts économiques singuliers, dans laquelle la notion de bien commun n'a plus de place véritable. »

Par une approche interprétative, qui s'attache à relever les intentions et l'histoire des acteurs, il est relevé l'importance des groupes de pression. En effet, dans les démocraties modernes il est nécessaire de tenir compte de leur fonctionnement, en plus de celui des institutions gouvernementales, pour décrire la notion de gouvernance. Par exemple, dès 1888, l'analyse de James Bryce sur le commonwealh américain consacre peu de place aux institutions, pour décrire principalement les opinions publiques et les partis politiques. Les gouvernances se décrivent par des réseaux de politiques publiques, dont les nœuds sont des intermédiaires face au pouvoir.

### Cadre analytique de la gouvernance
Le cadre analytique de la gouvernance est une méthode destinée à comprendre des situations de « gouvernance », lorsque les processus collectifs déterminent des solutions à des problèmes de nature publique et produisent des normes ou des institutions sociales.

## Gouvernance publique
La gouvernance publique est un domaine d'étude interdisciplinaire portant sur les relations de pouvoir entre les autorités publiques, la société civile et le marché, dans un contexte de transformation de l'aptitude des communautés politiques à se diriger légitimement et à agir efficacement.

### Systèmes de gouvernance publique

#### Le système onusien
Il porte le concept de gouvernance mondiale de plusieurs manières :
- une conception de la paix à toujours construire et non comme simple trêve ;
- une conception multilatérale d'une démocratie participative, associant à égalité trois pôles : le monde dans sa totalité représenté par l'ONU, les États, et des individus ou groupes d'individus, éclairés, « chacun des trois se trouvant sous le contrôle des deux autres »[15] ;
- une situation entre la démocratie et puissance, entre idéal égalitaire et universaliste s'inscrivant dans un monde « d'États souverains et inégaux, dont la légitimité repose sur un territoire et une population bien délimités »[15] ;
- en faisant de la survie de l'humanité et de la protection de l'environnement qui en est une condition, une question politique transversale et universelle, s'appuyant sur un triple constat alarmant : l'augmentation des nouvelles capacités de destruction massive, l'aggravation des perturbations des équilibres naturels et la dégradation accélérée des écosystèmes par l'homme et, du fait de l'augmentation vertigineuse des circulations, la tendance à la pandémisation de toute épidémie.

Le premier texte associant gouvernance et nécessaire protection transversale de la nature est la charte mondiale de la nature, proclamée par les nations unies en 1982. Les sommets de la terre, dix et vingt ans plus tard (sommet de la Terre 1992, à Rio de Janeiro, puis sommet mondial sur le développement durable, à Johannesbourg), en seront deux des nombreuses suites. Par cette charte l'ONU intègre notamment la reconnaissance des générations futures et de leurs besoins environnementaux et une exigence de réparer l'environnement dégradé (à la hauteur de ses potentialités naturelles).[réf. nécessaire]

#### L'approche de la Banque mondiale
L'endettement mondial important issus des années 1970 explique en partie l'intervention croissante des Institutions de Bretton Woods dans la détermination des politiques publiques des pays endettés.
À partir de 1986, la Banque mondiale cherche à comprendre les causes de la réussite ou de l'échec des plans d'ajustement structurel qu'elle met en œuvre. Cette réflexion s'accompagne d'un désir de légitimer les conditionnalités de plus en plus complexes mises en avant,. Alors que les bailleurs de fonds bilatéraux (USAID, ACDI, etc.) imposent des réformes telles le pluralisme politique et la défense des libertés civiles, postulées indispensables au « bon gouvernement », comme condition à l'obtention des fonds d'aide au développement, la Banque Mondiale choisit plutôt de mettre en avant des impératifs d'ordre administratif, qu'elle associe à la « bonne gouvernance ». Le concept de gouvernance y est défini, de manière large, comme étant « the manner in which power is exercised in the management of a country's economic and social resources for development » et les principes applicables à la bonne gestion des entreprises le sont également pour la chose publique. Ainsi, la transparence, l'accès à l'information, l'État de droit, la responsabilisation, et la gestion (taille) du secteur public sont toutes des caractéristiques liées à une bonne gouvernance.
C'est ainsi que, pour la Banque mondiale, la gouvernance recouvre les normes, traditions et institutions à travers lesquelles un pays exerce son autorité sur le bien commun, dans une optique de développement. Le niveau de capital social d'un pays peut aider à la réussite des plans de développement économique comme au développement de la démocratie. La bonne gouvernance recouvre aussi bien la capacité du gouvernement à gérer efficacement ses ressources, à mettre en œuvre des politiques pertinentes, que le respect des citoyens et de l'État pour les institutions, ainsi que l'existence d'un contrôle démocratique sur les agents chargés de l'autorité publique (Banque mondiale, 1999).

#### L'approche de l'Union européenne
La Commission européenne a fait inscrire sa propre notion de gouvernance dans le Livre blanc de la gouvernance européenne. Ainsi, l'expression gouvernance européenne désigne les règles, les processus et les comportements qui influent sur l'exercice des pouvoirs au niveau européen, particulièrement du point de vue de l'ouverture, de la participation, de la responsabilité, de l'efficacité et de la cohérence. Ces cinq « principes de la bonne gouvernance » renforcent ceux de subsidiarité et de proportionnalité.
Le Traité de Lisbonne contient désormais également le terme de gouvernance à l'article 15 et l'article 21. Cette inscription au sein du Traité souligne la nécessaire ouverture et transparence des institutions de l'Union et a pour but « d'assurer la participation de la société civile ».

### Gouvernance à cinq
Le concept de « gouvernance à cinq » a été introduit en France en 2007 à l'occasion du Grenelle Environnement
L'objectif est de modifier la composition d'un certain nombre d'instances consultatives nationales, régionales et locales qui ont vocation à traiter des politiques environnementales et de développement durable, en rééquilibrant les représentations des parties prenantes au Grenelle, afin d'instaurer une « gouvernance à 5 ». Il s'avère donc nécessaire de sélectionner les acteurs environnementaux représentatifs, à même d'exprimer et de défendre avec le plus d'exhaustivité, de précision et dans leur globalité, les enjeux environnementaux.

## Gouvernance privée

### Gouvernance de l'entreprise
La gouvernance d'entreprise  est l'ensemble des organes et règles de décision, d'information (transparence) et de surveillance permettant aux ayants droit et partenaires d'une institution, de voir leurs intérêts respectés et leurs voix entendues dans le fonctionnement de celle-ci. D'abord l'apanage des sociétés cotées qui ont créé des comités d'audit, de rémunération,... la gouvernance s'installe progressivement dans les ETI et commence dans les PME. L'objectif est de structurer les conseils d'administration pour viser la performance de l'entreprise par la pertinence stratégique et accompagner le dirigeant, souvent seul dans la prise de décision.
La gouvernance des entreprises a subi ces dernières années d'importantes transformations avec une massification et une internationalisation de l'actionnariat. Ces transformations se traduisent par une évolution significative du fonctionnement et du rôle des principales institutions du gouvernement des entreprises : assemblée générale, conseil d'administration, comités. Pierre-Yves Gomez propose l'hypothèse d'une démocratisation du gouvernement des entreprises pour structurer de tels changements.
En France, en mai 2013, le principe de l'auto-régulation en la matière est retenu : le Medef (MEDEF) et l'Association française des entreprises privées (AFEP) ont négocié avec les pouvoirs publics une révision de leur code de Gouvernance.
Essentiellement deux associations en France véhiculent les valeurs et actions autour de la gouvernance : l'IFA (Institut français des administrateurs) et APIA (Association professionnelle des administrateurs indépendants). La bonne gouvernance s'appuie dans les sociétés cotées par un large spectre d'administrateurs (indépendants, salariés, d'autres dirigeants) et dans les entreprises "indépendantes" le rôle de l'administrateur indépendant est central. Il apporte du sang neuf et de l'objectif dans les travaux du Conseil d'Administration.

### Gouvernance des associations (en France)
Dans son acception contemporaine, le mot « gouvernance » est indiscutablement dérivé du vocabulaire anglo-saxon du management des entreprises et de la doctrine des organisations financières internationales. La notion de gouvernance est-elle irrémédiablement polluée par ses origines ? Il est de toute façon trop tard pour bannir un mot dont l'usage s'est généralisé, mais du moins peut-on rester lucide sur son ambivalence sémantique car c'est justement cette ambivalence qui nous permet d'entrer dans l'analyse de ce qui est propre à la gouvernance associative : l'hybridation entre l'approche managériale et l'approche démocratique.
Contrairement à une croyance largement répandue, la démocratie ne fait nullement partie de l'ADN de l'association selon la loi de 1901. Cette dernière rattache le droit des associations aux principes du droit civil et non à ceux du droit public et encore moins du droit constitutionnel. Le mouvement associatif s'est cependant développé en se référant aux idéaux démocratiques, même si les associations s'en sont parfois écartées en pratique. L'exigence d'un fonctionnement démocratique adressé aux associations par les pouvoirs publics exprime en fait celle d'un fonctionnement régulier des instances statutaires : réunions régulières des instances, élection des dirigeants, compte rendu de leur mandat devant l'assemblée générale. Il s'agit avant tout d'un formalisme démocratique qui a pour seul effet utile de permettre un certain contrôle de l'activité des dirigeants agissant comme mandataires de l'association.
Selon la taille, l'objet et les moyens d'action de l'association, la consistance du fonctionnement démocratique peut ensuite connaître toutes les variations imaginables. L'assemblée générale peut simplement valider un compte rendu d'activité, être consultée de manière plus ou moins ouverte sur les choix stratégiques ou être un véritable forum de délibération collective.
Quelle que soit la position du curseur, le fonctionnement régulier des instances statutaires renvoie à un principe commun : une association est un groupement de personnes qui se donnent un but à atteindre, un projet, et qui décident d'agir collectivement en vertu de règles qu'elles établissent librement.
On peut déduire de ce principe les trois règles élémentaires de la démocratie associative :
1. Vérifier régulièrement la pertinence et la permanence du projet.
2. S'assurer que l'action menée est conforme au projet, et en mesurer l'impact.
3. Conduire l'action conformément aux règles établies en commun.

### Gouvernance des organismes collectifs
Nous entendons par le terme gouvernance : tous les processus et les moyens pris par les organismes collectifs pour la prise de décision de gestion et l'orientation de ces décisions. Les entreprises collectives peuvent être de plusieurs natures : coopérative, mutuelle, association sans but lucratif, ou autre organisation sans but lucratif.
Le pouvoir peut être exercé à différents niveaux : à un seul niveau ou bien il peut être réparti entre plusieurs niveaux, l'assemblée générale, la direction générale, le conseil d'administration et le comité exécutif. La plupart du temps, les pouvoirs sont dévolus par une assemblée générale à un conseil d'administration. Contrairement aux organisations à actionnaires et aux organisations privées à but lucratif, dont l'objectif principal et avoué est d'enrichir les propriétaires et les actionnaires, les organismes collectifs ont des missions et des objectifs tous très différents compliquant leur gouvernance.
La conciliation des intérêts des membres, des clients, des travailleurs et autres parties prenantes, en fonction de la mission de l'organisme peut entraîner des tensions et paradoxes. Smith et Lewis définissent ainsi les tensions et paradoxes : « Nous définissons le paradoxe comme des éléments contradictoires, mais interdépendants qui existent simultanément et persistent dans le temps. Cette définition met en évidence deux composantes du paradoxe : (1) les tensions sous-jacentes — c'est-à-dire les éléments qui semblent logiques individuellement, mais incohérents et même absurdes lorsqu'ils sont juxtaposés — et (2) les réponses qui embrassent les tensions simultanément » (Smith et Lewis, 2011, p. 382, traduction libre)
Cornforth, 2004 a proposé une typologie des différentes perspectives théoriques de la gouvernance appliquée aux coopératives et mutuelles. En fonction des parties représentées au conseil d'administration et des intérêts que ceux-ci défendent, Cornforth établit six modèles de gouvernance :
Le modèle de conformité ; les membres du conseil d'administration représentent les membres, supervisent la gestion et préservent leurs intérêts. Les membres du conseil et les gestionnaires ont des intérêts différents.
Le modèle de partenariat ; les membres du conseil d'administration sont des experts, ils visent l'amélioration des performances, l'ajout de valeur et le support aux gestionnaires. Les membres du conseil et les gestionnaires ont le même intérêt.
Le modèle démocratique ; les membres du conseil d'administration représentent les membres et le public. Ils défendent les intérêts des membres, font de la politique et définissent le cadre de contrôle. Les représentants des membres et les représentants du public ont des intérêts différents.
Le modèle des parties prenantes ; les membres du conseil d'administration représentent les différentes parties prenantes. Ils équilibrent les besoins des parties prenantes, font la politique et exercent le contrôle sur les gestionnaires. Les parties prenantes ont des intérêts différents.
Le modèle de cooptation ; les membres du conseil d'administration sont choisis en fonction de leur influence auprès des parties prenantes. Leur rôle est de sécuriser les ressources, de maintenir des relations entre les parties prenantes et d'avoir une perspective extérieure. Les parties prenantes et l'organisation ont des intérêts différents.
Le modèle « rubber stamp » ; les membres du conseil d'administration représentent les membres, ils n'ont qu'un rôle symbolique en ratifiant les décisions et en donnant une légitimité aux gestionnaires. Les gestionnaires et les membres ont des intérêts différents.
L'enjeu principal de la gouvernance des organismes collectifs est la conciliation et l'arbitrage des multiples intérêts tout en gardant le cap sur leur mission.

### Vers une gouvernance créatrice de valeurs
Les formations et recherches « Vers une gouvernance créatrice de valeur » développées par Yvan Allaire, président du conseil d'administration de l'Institut sur la gouvernance d'organisations privées et publiques (IGOPP) et président du Global Council on The Role of Business, Forum économique mondial, invitent notamment à réfléchir sur les attitudes et les pratiques susceptibles d'aider le conseil d'administration à assumer pleinement ses responsabilités. Yvan Allaire précise que : 

« La gouvernance consiste à mettre en œuvre tous les moyens pour qu'un organisme puisse réaliser les fins pour lesquelles il a été créé, et ce de façon transparente, efficiente et respectueuse des attentes de ses parties prenantes. La gouvernance est donc faite de règles d'imputabilité et de principes de fonctionnement mis en place par le conseil d'administration pour en arrêter les orientations stratégiques, assurer la supervision de la direction et favoriser l'émergence de valeurs de probité et d'excellence au sein de l'organisation. »

De nombreuses prises de position publiques, formation, recherche-action et diffusion des connaissances sont réalisées dans ce sens dont la modification de système de rémunération des dirigeants,.

### Gouvernance de la famille
Cette appellation regroupe des thèmes, des réflexions propres à la famille, et des actions concrètes sur les transmissions familiales et inter-générationnelles, l'organisation du pouvoir des membres de la famille et des conjoints, l'emploi salarié, l'organisation des projets familiaux, entrepreneuriaux, philanthropiques, mais aussi la définition et l'organisation de la famille en son sein et vis-à-vis des tiers.
Lorsque la famille se trouve être actionnaire d'une entreprise on parle alors de gouvernance des entreprises familiales.
Cette gouvernance s'appuie comme toute entreprise sur les dispositifs de gouvernance d'entreprise. Elle s'articule aussi autour de dispositifs spécifiques : chartes familiales, conseils de famille, réunion de famille. Ce, dans une optique de long terme et d'unité familiale nécessaire pour assurer la cohérence d'un ensemble socio-économique famille-entreprise-patrimoine).
Moins répandue en France car les grosses PME et ETI familiales sont moins nombreuses qu'en Allemagne, en Suisse ou aux États-Unis, la gouvernance de famille, tend néanmoins à devenir une composante du modèle de R.S.E. (Responsabilité Sociale/sociétale des Entreprises).

### Gouvernance de l'Internet
Il faut entendre par « gouvernance de l'Internet » l'élaboration et l'application par les États, le secteur privé et la société civile, dans le cadre de leurs rôles respectifs, de principes, normes, règles, procédures de prise de décision et programmes communs propres à modeler l'évolution et l'utilisation de l'Internet.
Définition du Rapport du Groupe de travail sur la gouvernance de l'Internet

### Gouvernance universitaire
Ce type de gouvernance vise à :
- identifier et partager de bonnes pratiques en matière de gouvernance universitaire[27] ;
- renforcer les capacités des établissements et aider au renforcement du leadership des dirigeants des institutions[27] ;
- développer des outils de recueil et d'analyse de données fiables et récentes sur l'enseignement supérieur (« Observatoire »)[27] ;
- concevoir et mettre en œuvre des actions de sensibilisation et de formation à la gouvernance universitaire, développer une culture professionnelle de la gouvernance universitaire[27] ;
- développer sur une base volontaire des outils d'évaluation de la gouvernance des institutions d'enseignement supérieur et plus généralement de l'ensemble des acteurs de l'enseignement supérieur[27].

### Gouvernance des systèmes d'information

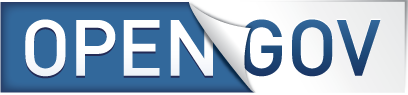
Le logo de l' Open Government Initiative, initié en 2009 par l'administration Obama

Directement décliné des principes de gouvernance (d'entreprise et de collectivités), la gouvernance des technologies de l'information (IT Governance) vise à réguler, optimiser et parfois rendre plus ouvert, transparent et collaboratif le management des systèmes d'information d'une organisation, généralement dans une logique de bien commun quand les acteurs s'inscrivent dans une logique de pilotage du développement durable. Le système d'information s'inscrit peu à peu dans la logique des gouvernances appliquées ; à la fin 2010, au moins 9 pays testaient une approche « Open data », dont les États-Unis avec l'Open Government Initiative mis en place en 2009 par l'Administration Obama et le président lui-même (Ce fut son premier acte, lors de sa première journée de travail à la Maison Blanche).
Dans tous les domaines de l'entreprise et de la société, voire de la famille et de l'individu, la prise de décision tend à devenir de plus en plus liée à l'informatique et à son utilisation. Le département ou service informatique d'une entreprise n'est plus seulement fournisseur de services, mais en devient un acteur déterminant. S'il n'accompagne pas la stratégie de l'entreprise, celle-ci en sera tôt ou tard pénalisée. Le Web 2.0 permet de faire une part beaucoup plus large aux utilisateurs qui deviennent alors acteurs de la gouvernance.
La gouvernance informationnelle, ou gouvernance de l'information, est la stratégie globale de l'information dans une organisation.

## Mesurer la gouvernance
Depuis le sommet mondial de Rio, dans de nombreux domaines, on cherche à mieux évaluer et mesurer la qualité des systèmes de gouvernance multi-niveau, gouvernance multi-sites...), ce qui nécessite de produire des indicateurs pertinents crédibles et comparables d'un pays et d'une échelle administrative à l'autre. À titre d'exemples :
- Le projet Worldwide Governance Indicators (WGI) (indicateurs mondiaux de gouvernance) développé par des membres de la Banque mondiale et de l'Institut de la Banque mondiale (WBI) publie ainsi des indicateurs globaux et individuels pour plus de 200 pays sur six dimensions de la gouvernance : voix et reddition de comptes/accountability, stabilité politique et absence de violence, efficacité de la gouvernance, qualité de régulation, État de droit, contrôle de la corruption. Pour compléter les WGI, situés à l'échelle « macro » et transversaux aux pays, l'Institut de la Banque mondiale a développé des études de gouvernance dites World Bank Governance Surveys (en), outils d'évaluation de la gouvernance à l'échelle d'un pays, qui interviennent au niveau micro ou infra-national, en utilisant des informations rassemblées auprès des citoyens, de la communauté des affaires et des travailleurs du secteur du public d'un pays donné pour diagnostiquer les faiblesses de gouvernance et suggérer des approches concrètes pour lutter contre la corruption,
- Les Agenda 21 locaux et de nombreuses collectivités cherchent à décliner ces indicateurs à leur échelle,
- Vers la fin des années 1990[30], avec la Banque mondiale notamment, des universitaires ont proposé des systèmes de calcul permettant d'agréger ou combiner des informations hétérogènes provenant de sources différentes pour produire de premiers indicateurs globaux de gouvernance[30]. Certaines méthodes permettant de quantifier la précision relative (correspondant en quelque sorte à l'erreur-type des calculs statistiques) des sources individuelles de données sur la gouvernance[30] ainsi et par suite des indicateurs globaux de gouvernance[30]. Des méthodes de ce type ont été testées par la Banque mondiale pour 6 dimensions de la gouvernance ; pour 199 pays et territoires, et pour quatre périodes (1996, 1998, 2000 et 2002), à partir de 25 sources de données venant de 18 entités, avec calcul des marges d'erreurs[31]. Ce travail a été poursuivi pour 2004[32], 2006[33] et les années suivantes,
- Dans le cadre de l'investissement environnementalement et socialement responsable, des approches similaires ont été appliquées à certains aspects de la gouvernance de grandes entreprises[34].

L'OCDE reconnait que certains de ces indicateurs ont fait l'objet d' « usages abusifs », dans le cadre d'opérations de communication de type « greenwashing » par exemple.

## Critiques
Pour le philosophe Alain Deneault, la gouvernance n'est pas synonyme de démocratie mais son contraire. Ce concept, employé désormais de manière consensuelle par toute sorte d'organisation aurait pour effet de confisquer la politique au profit de la seule gestion. Le concept de gouvernance semble venir de nulle part et n'a en tout cas été pensé ou élaboré par personne ce qui permet de l'employer comme une sorte de passe-partout consensuel. Il a sans doute été promu par les néolibéraux à partir des années 1980 (notamment Margaret Thatcher).
La juriste américaine Katharina Pistor considère, dans une tribune au « Monde », que l'idée selon laquelle une bonne gouvernance serait vouée à résoudre des difficultés sociales et politiques complexes est une hypothèse profondément erronée. Selon elle, intentionnellement ou non, les partisans de la bonne gouvernance ont tendance à se concentrer davantage sur les apparences que sur la substance : la question du « comment » l'emporte sur celle du « quoi », comme si des résultats positifs étaient miraculeusement voués à émerger de processus sains et d'une « technologie de la gouvernance » à base d'indicateurs sans cesse renouvelés. Or, fixer les « bons » paramètres d'un processus décisionnel ne produit pas nécessairement les bons résultats. Plaçant implicitement l'accent sur la croissance économique, la bonne gouvernance aurait ainsi négligé la nécessité de prendre en compte les conséquences sur le plan de la distribution, ainsi que les externalités environnementales négatives.
Ce terme signe ainsi selon Alain Deneault la dissolution de la notion de chose commune ou publique et la substitution de la « politique », la « démocratie » et la « citoyenneté » par le discours managérial de la « gestion », de l'« empowerment », du « développement durable », de la « responsabilité sociale des entreprises », « résilience », qui consistent à réduire la chose publique aux théories de l'organisation privée. L'emploi du terme de gouvernance confinerait l'action à une bonne gestion et priverait les enjeux politiques de toute possibilité de débat public. Ce terme s'inscrirait ainsi dans ce que le sociologue Luc Boltanski appelle « le nouvel esprit du capitalisme », Alain Bihr « la novlangue néolibérale » ou encore Éric Hazan « la propagande du quotidien ».

## Citations
« Du principe de démocratie désormais corrompu découle un nouveau régime qui répond au nom de "gouvernance" »

— Alain Deneault, La médiocratie, 2015, p. 198

« La gouvernance est sage et paternaliste, la politique infantile et malpolie. C'est pour ça que les peuples adultes préfèrent la politique à la gouvernance. »

— Omar Saghi, Soyez polis, dites “gouvernance”, Tel Quel, no 596

« Le premier objectif de la gouvernance est d'apprendre à vivre ensemble et à gérer pacifiquement la maison commune ; d'y assurer les conditions de la survie, de la paix, de l'épanouissement et de l'équilibre entre l'humanité et la biosphère »

— Pierre Calame

« La bonne gouvernance est le chemin le plus sûr pour en finir avec la pauvreté et soutenir le développement ((en) Good governance is the single most important way to end poverty and support development) »

— Kofi Annan
« La gouvernance est à côté du développement et de la finance, l'une des errances parmi les plus délétères dans la promotion insidieuse de la xylolalie (xyloglossie) de notre époque. Finance, gouvernance, développement et désormais développement durable étant les maîtres-mots vides de la mythologie transnationale contemporaine. »

Luné Roc Pierre Louis, Cours de communication politique, 2017

« L'enjeu fondamental de la gouvernance se précise clairement : “Comment un petit groupe de personnes (travaillant à temps partiel) peut-il réussir à superviser, contrôler et orienter les dirigeants d'une organisation à prendre les décisions stratégiques et à protéger et promouvoir les intérêts de ses commettants.” »

— Yvan Allaire

« La gouvernance devrait être un aiguillon de haute performance, un souffle d'énergie ; elle doit contribuer à la création de valeur durable pour l'organisation. »

— Allaire et Firsirotu, 2003

#### Sites web
- philosophiepolitique.net
- Institut de recherche et débat sur la gouvernance (IRG)
- Centre d'études et de recherches internationales
- Page de l'Union européenne consacrée à la gouvernance sur le site de l'Union européenne
- Groupe sur la gouvernance de l'Institut de la Banque mondiale (WBI)
- Institut sur la Gouvernance d'organisations privées et publiques
- Évaluation des gouvernances de famille et d'entreprises
- Antoine de Roffignac : La gouvernance des coopératives
- Actionnal, gouvernance de famille

#### Ouvrages
- GOFFINET Alexandre, Comprendre les obligations de reporting ESG de l'entreprise: maîtriser l'avenir, L'Harmattan, avril 2024
- ALLAIRE Yvan et Mihaela Firsirotu La Vertu du juste milieu : gouvernance et gouvernement IGOPP, octobre 2013
- CABANE Pierre, Manuel de gouvernance d'entreprise, Éditions Eyrolles, mai 2013
- BELLINA Séverine, MAGRO Hervé, DE VILLEMEUR Violaine (dir.), La Gouvernance démocratique : Un nouveau paradigme pour le développement ?, Éditions Karthala, coll. « Hommes et sociétés », 2008, 608 p.
- CALAME Pierre, La Démocratie en miettes, éditions Charles Léopold mayer/ Éd. Descartes et Cie, 2003
- D'ANGELO Mario, La gouvernance des politiques publiques de la culture en Europe, Paris, Idée Europe, coll. Innovation et Développement, 2013, 126 p.
- DELCOURT Barbara, Olivier Paye, Pierre Vercauteren, La Gouvernance européenne : Un nouvel art de gouverner ?, édition Academia Bruylant, 188 p.
- DENEAULT Alain, Gouvernance: le management totalitaire, Lux Editeur, 2013
- GAUDIN Jean-Pierre, Pourquoi la gouvernance ?, Paris : Presses de Sciences Po, « La bibliothèque du citoyen », 2002, 137 p.
- HERMET Guy, KAZANCIGIL Ali, PRUD'HOMME Jean-François, La Gouvernance : un concept et ses applications, Paris : Karthala, 2005, 228 p.
- HOARAU Christian, LAVILLE Jean-Louis (dir), La Gouvernance des associations, Éditions Eres, 2008, 297 p.
- JOUVE Bernard, La Gouvernance urbaine en questions, Paris, Elsevier, 2003
- ALMALEH François, Le Grand livres des Entreprises faimilaies, 2017, Afnor Editions
- MOREAU DEFARGES Philippe, La Gouvernance, PUF coll. « Que sais-je ? », 2003 (réédition 2006)

#### Ouvrages en anglais
- ALLAIRE Yvan and Mihaela Firsirotu, A capitalism of owners, IGOPP, 2013
- BEVIR Mark (Ed), Encyclopedia of Governance, Thousand Oaks, CA: Sage, 2007, 2 vol., xxxviii-1028 p.
- CAMPBELL Colin & PETERS B. Guy (Ed), Organizing Governance, Governing Organizations, Pittsburgh, Pa.: University of Pittsburgh Press, 1988, vii-388 p.
- CORSON John J., Governance of Colleges and Universities, New York: McGraw-Hill, 1960, 209 p.
- KJAER Anne Mette, Governance: Key Concepts, Cambridge, Polity Press, 2004, x-248 p.
- KOOIMAN Jan, Governing as Governance, London: SAGE Publications, 2003, xi-249 p.
- PIERRE Jon and PETERS B. Guy, Governance, Politics and the State, Basingstoke : Macmillan, 2000, viii-231 p.
- PRENTICE Daniel D. and HOLLAND Peter R. (Ed), Contemporary Issues in Corporate Governance, Oxford: Oxford University Press, 1993, xx-226 p.
- ROSENAU James N. and CZEMPIEL Ernst-Otto (Ed), Governance without Government: Order and Change in World Politics, Cambridge: Cambridge University Press, 1992, xii-311 p.
- Türke, Ralf-Eckhard: Governance - Systemic Foundation and Framework (Contributions to Management Science, Physica of Springer, September 2008).
- WILLIAMSON Oliver E., The Mechanisms of Governance, Oxford University Press, 1996, x-448 p.
- Jacques Lenoble et M. Maesschalck (2003), Toward a Theory of Governance: The Action of Norms, The Hague/London/New York, Kluwer Law International, 362 p.

#### Articles
- Francois ALMALEH, mars 2013, « Dynamique et frontières des gouvernances de famille et d'entreprise », lire l'article
- Chabih J., « Décentralisation territoriale, gouvernance locale et politiques des territoires : quels enjeux pour un développement durable ? », UCAM, Maroc, 2006 ; « Gouvernance et droits de l'Homme : Les droits du contribuable », UCAM, Maroc, 2007 ; « Gouvernance fiscale et gestion publique, quelle réforme ? », faculté de droit, Souissi, Rabat, mai 2007
- CHATELIN et TREBUCQ
  - « Processus d'élaboration d'un cadre conceptuel en gouvernance », lire l'article
  - « Stabilité et évolution du cadre conceptuel en gouvernance », lire l'article
- CORNFORTH, Chris, « The Governance of cooperatives and mutual associations: a paradox perspective », Annals of Public and Cooperative Economics, vol. 75, no 1, mars 2004, p. 11–32 Lire l'article
- CROWLEY John, « Usages de la gouvernance et de la gouvernementalité », Critique internationale, Presses de Sc. Po., p. 52–61, lire l'article
- FINKELSTEIN Lawrence S., « What is global governance? », Global Governance, no 1, 1995, p. 367–372
- HUFTY, Marc, 2011, Investigating policy processes: The Governance Analytical Framework (GAF). In: Wiesmann, U., Hurni, H., et al. editors. Research for Sustainable Development: Foundations, Experiences, and Perspectives. Bern: NCCR North-South / Geographica Bernensia: 403–424, lire l'article
- Marcel SENN Sovereignty – Some critical Remarks on the Genealogy of Governance In: Journal on European History of Law, London: STS Science Centre, Vol. 1, No. 2, pp. 9–13  (ISSN 2042-6402)
- LE TEXIER Thibault, « Gouvernance », Document de travail, mai 2008, 8 p., lire l'article
- SMITH, Wendy K. et LEWIS, Marianne W. « Toward a Theory of Paradox: A Dynamic equilibrium Model of Organizing », Academy of Management Review, vol. 36, no 2, 1er avril 2011, p. 381–403 lire l'article

#### Rapports institutionnels
- Commission européenne, Gouvernance européenne. Un livre blanc, Bruxelles, 25 juillet 2001, COM(2001) 428 final, 40 p., lire en ligne
- COMMISSION ON GLOBAL GOVERNANCE, Our Global Neighborhood: Report of the Commission on Global Governance, Oxford University Press, 1995, 432 p., lire en ligne
- UNDP, Governance for Sustainable Human Development, New York, 1997, lire en ligne
- WORLD BANK, Governance and Development, Washington, May 1992, 61 p., lire en ligne

#### Aspects liés aux institutions publiques
- Concertation
- Décentralisation
- Démocratie,
- Démocratie participative
- Gouvernement
- Gouvernance mondiale
- Gouvernance territoriale
- Management public
- Principe de subsidiarité
- Participation
- Open Government Initiative
- Systèmes politiques
- Théorie du choix public
- Théories de la régulation

#### Aspects sociologiques et économiques
- Bien public
- Contrat (droit) ou Contractualisation
- Corps intermédiaires
- Entreprise
- Establishment
- Éthique environnementale
- Générations futures
- Gouvernance multipartite
- Partenariat public-privé
- Partie prenante
- Problème principal-agent
- Responsabilité des dirigeants
- Société civile
- Staff and Line

#### Formations
- Institut de management public et de gouvernance territoriale (IMPGT)
- Sessions de formation au Québec en Gouvernance Stratégique®

#### Gouvernance des entreprises européennes
- Corporate sustainability reporting directive ou directive CSRD